# Adam Tytus Łęski
Adam Tytus Michał Łęski herbu Janina (ur. 4 stycznia 1798 w Krakowie, zm. 28 kwietnia 1883 w Warszawie) – nadzwyczajny radca stanu, szambelan dworu królewskiego Mikołaja I Romanowa w 1830 roku, rzeczywisty radca stanu, dyrektor wydziału w Komisji Rządowej Przychodów i Skarbu, członek Komisji Emerytalnej przy Radzie Stanu w 1829 roku.
Syn Józefa Franciszka profesor astronomii Uniwersytetu Jagiellońskiego i Karoliny Haube.
Odznaczony Orderem Świętej Anny 2 klasy z brylantami i Krzyżem Komandorskim saskiego Orderem Zasługi Cywilnej. 